# Rebutia
Genre
Rebutia est un genre de la famille des cactus composé de 41 espèces, originaires de Bolivie et Argentine. 
En 1895, Karl Moritz Schumann a donné au genre le nom de Pierre Rebut (1827-1898), un pépiniériste français cactophile. 
Les Rebutia sont généralement de petite taille et de forme globulaire. Les fleurs sont grandes par rapport à la taille de la plante et très colorées.
Ils ne présentent pas de côtes, mais des petits tubercules supportant les aréoles.
Les Rebutias sont assez faciles à cultiver et à faire fleurir à condition de leur faire observer une période de repos en hiver (fraîcheur relative et pas d'arrosage). Ils produisent une grande quantité de graines qui parfois germent librement autour de la plante mère.

## Taxonomie

### Synonymes
Les genres suivants ont été fusionnés en Rebutia :
- Aylostera  Speg.
- Bridgesia  Backeb.
- Cylindrorebutia  Fric et Kreuz.
- Digitorebutia  Fric et Kreuz.
- Echinorebutia  Fric
- Eurebutia  Fric
- Gymnantha  Y. Itô
- Mediolobivia  Backeb.
- Mediorebutia  Fric
- Neogymnantha  Y. Itô
- Reicheocactus  Backeb.
- Setirebutia  Fric et Kreuz.
- Spegazzinia  Backeb.
- Sulcorebutia  Backeb.
- Weingartia  Werderm.

## Images

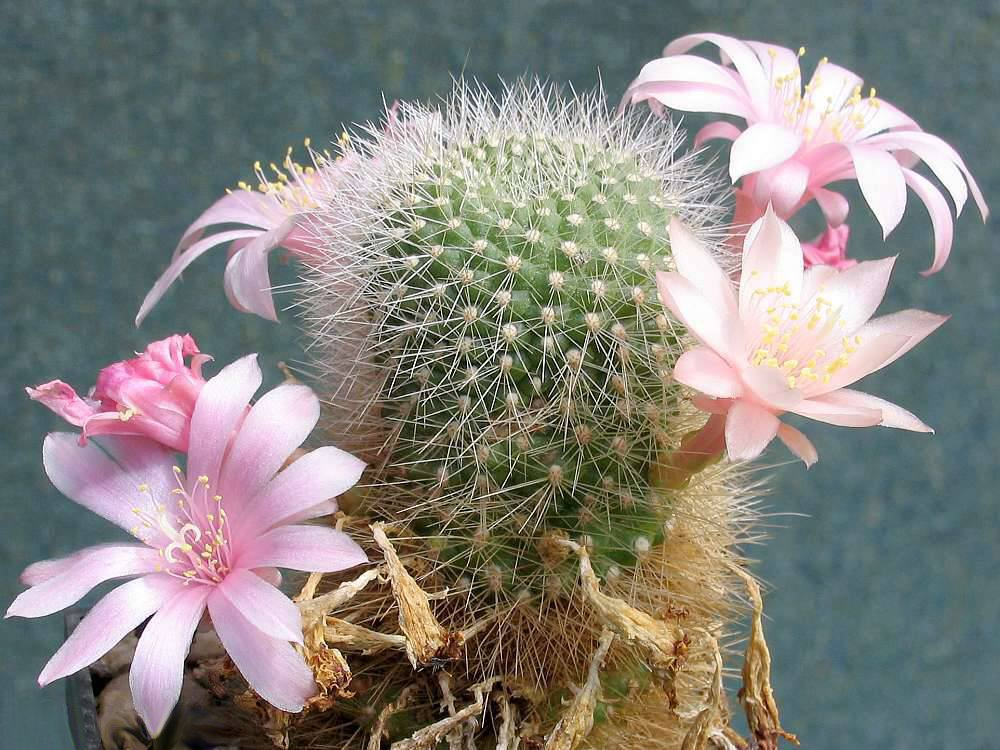
Rebutia minuscula
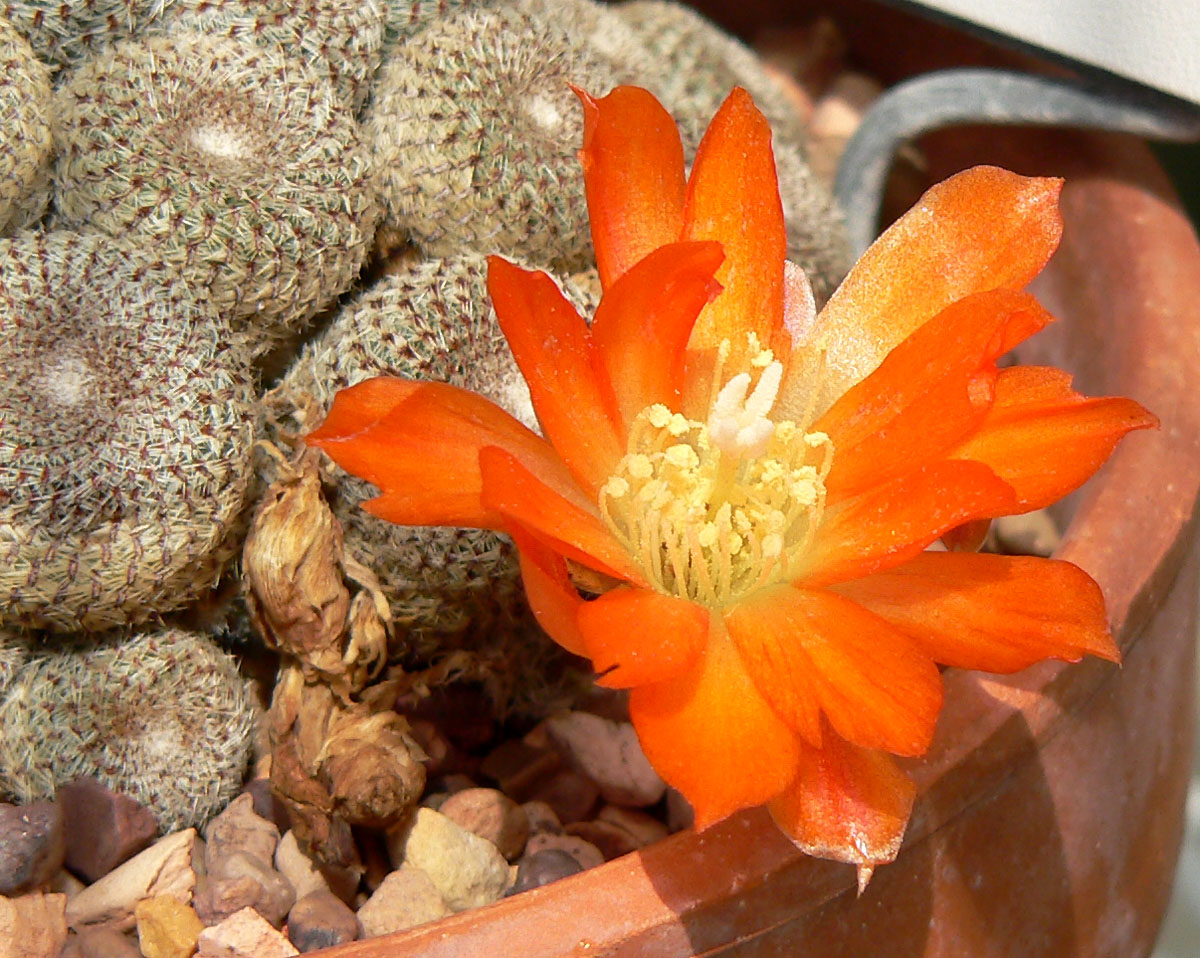
Rebutia heliosa
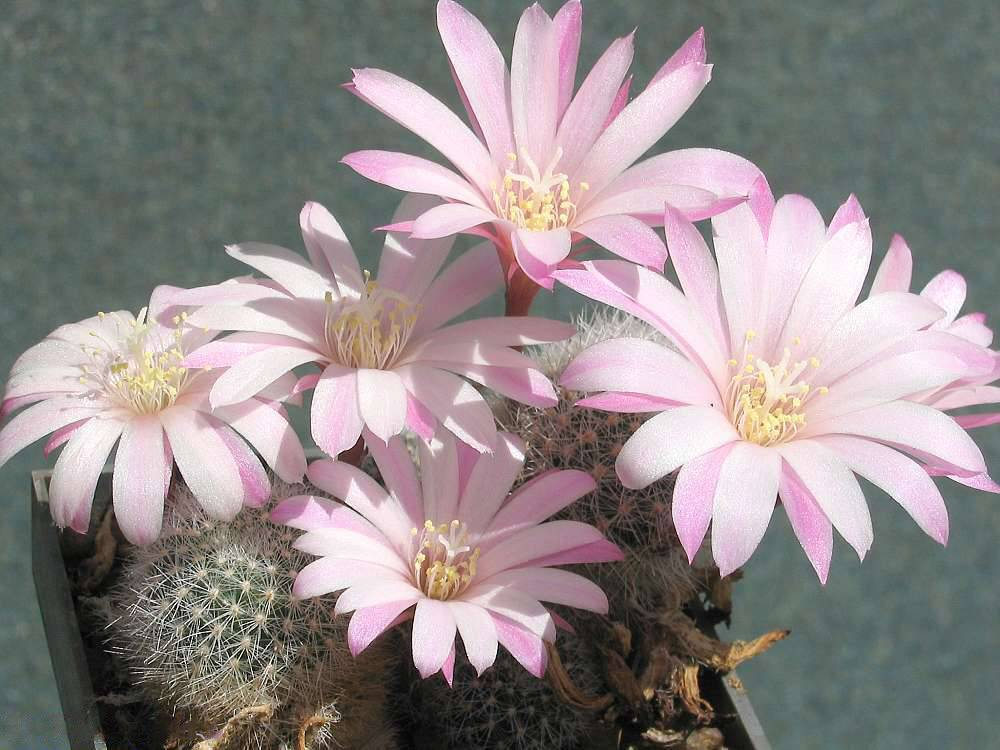
Rebutia narvaecensis
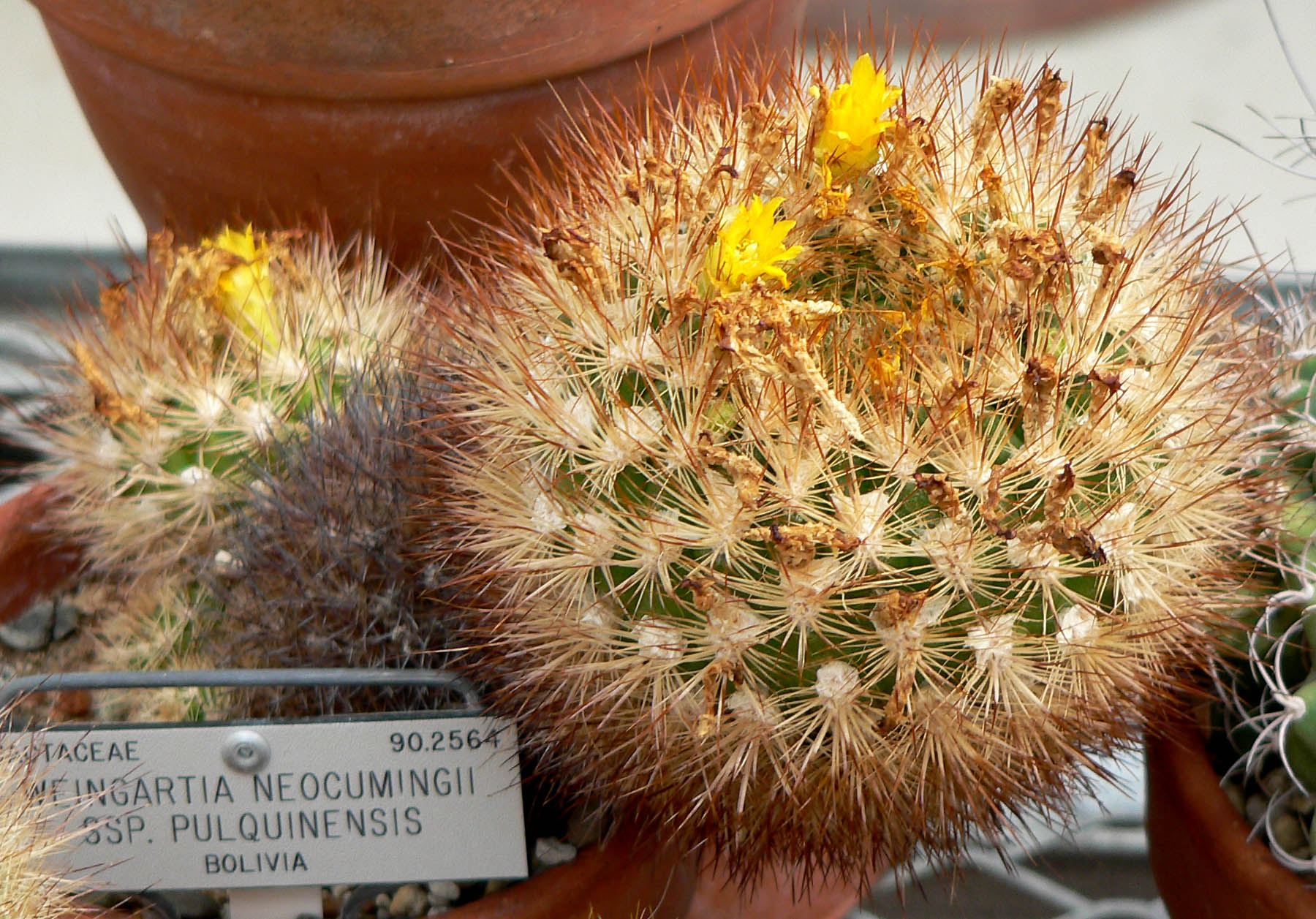
Rebutia neocumigii
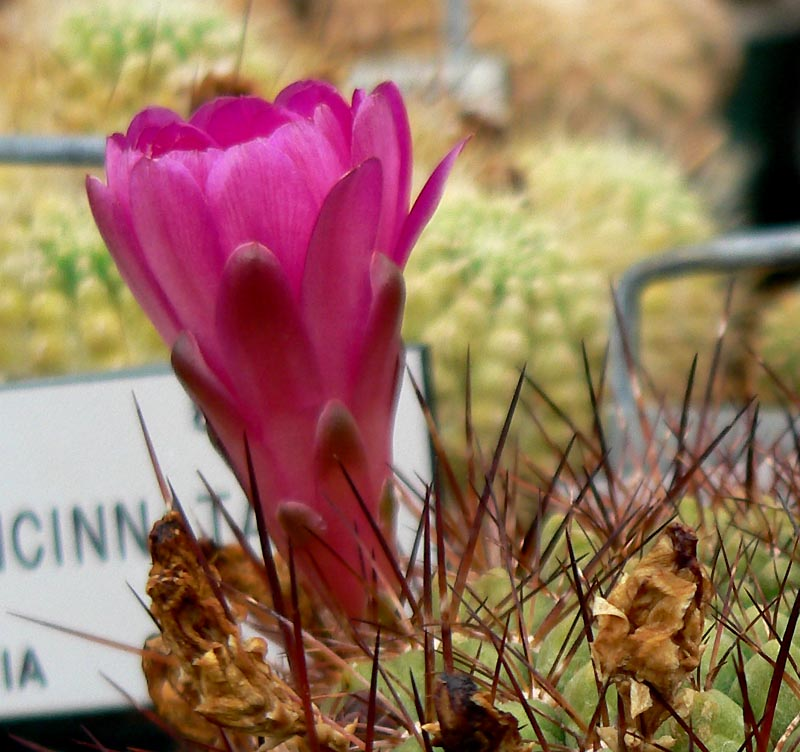
Rebutia steinbachii
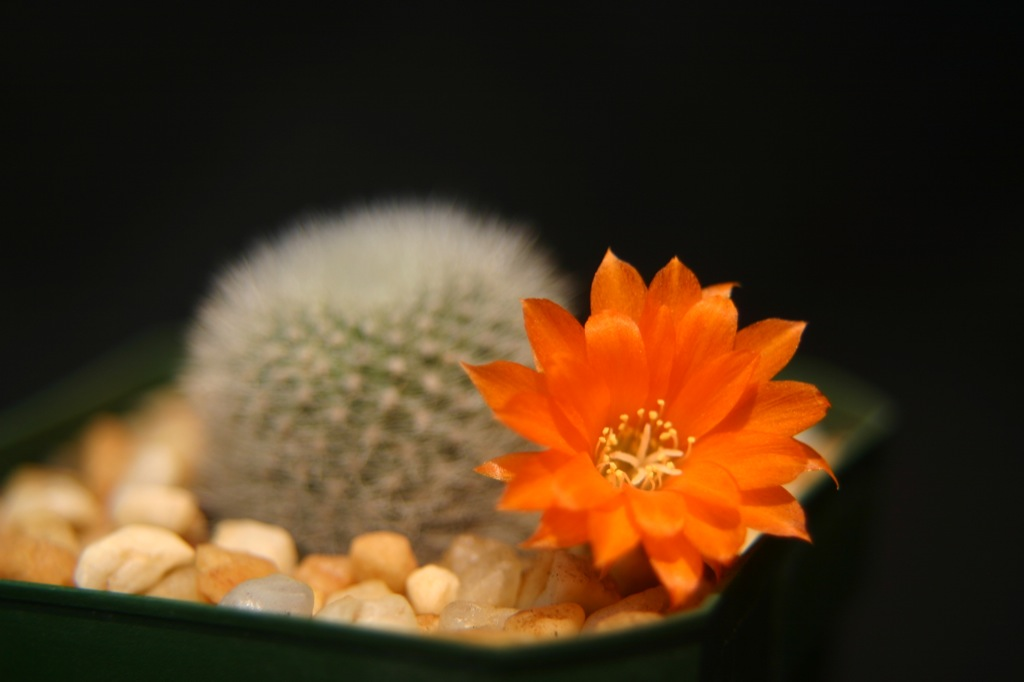
Rebutia spinosissima
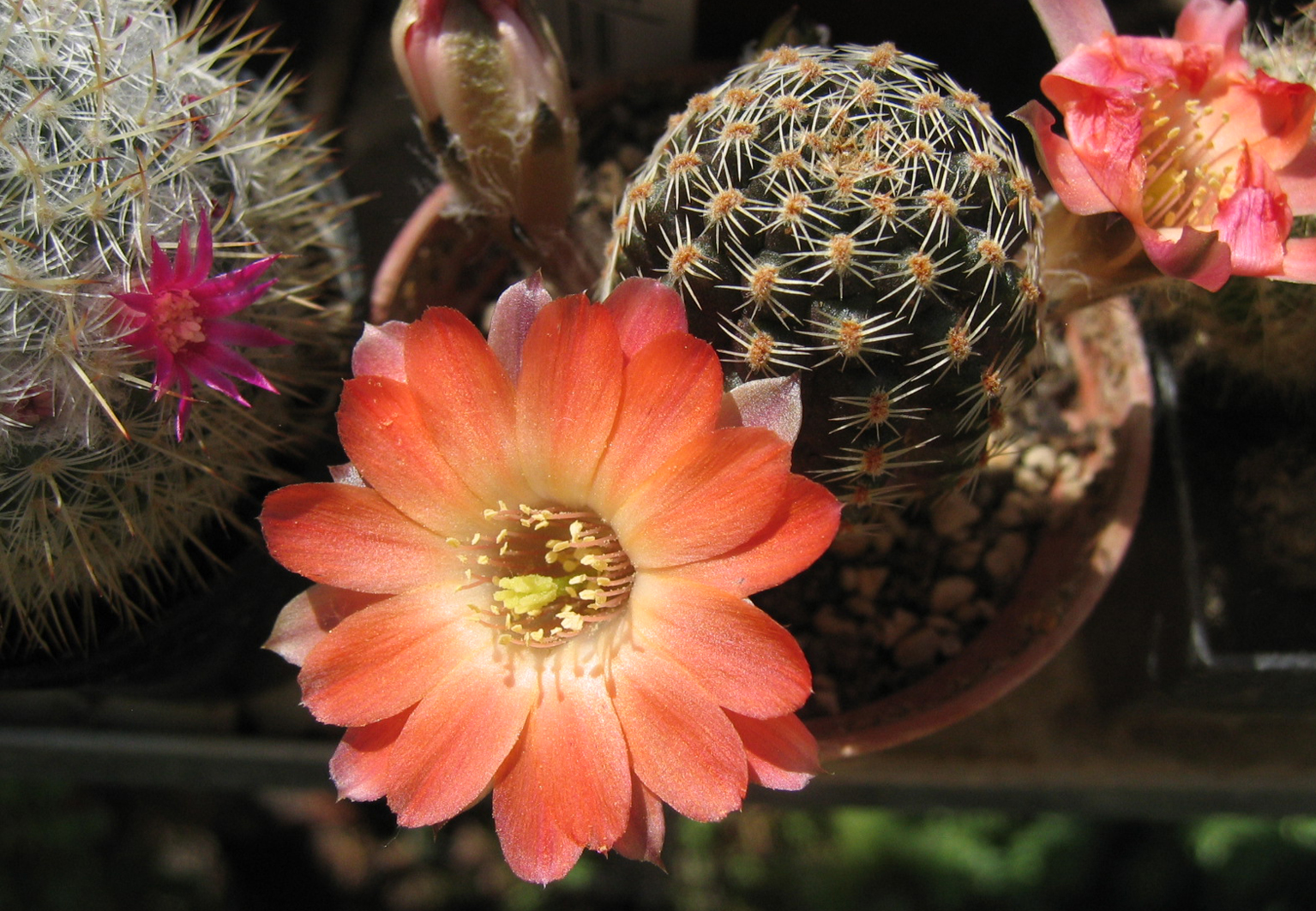
Rebutia steinmannii
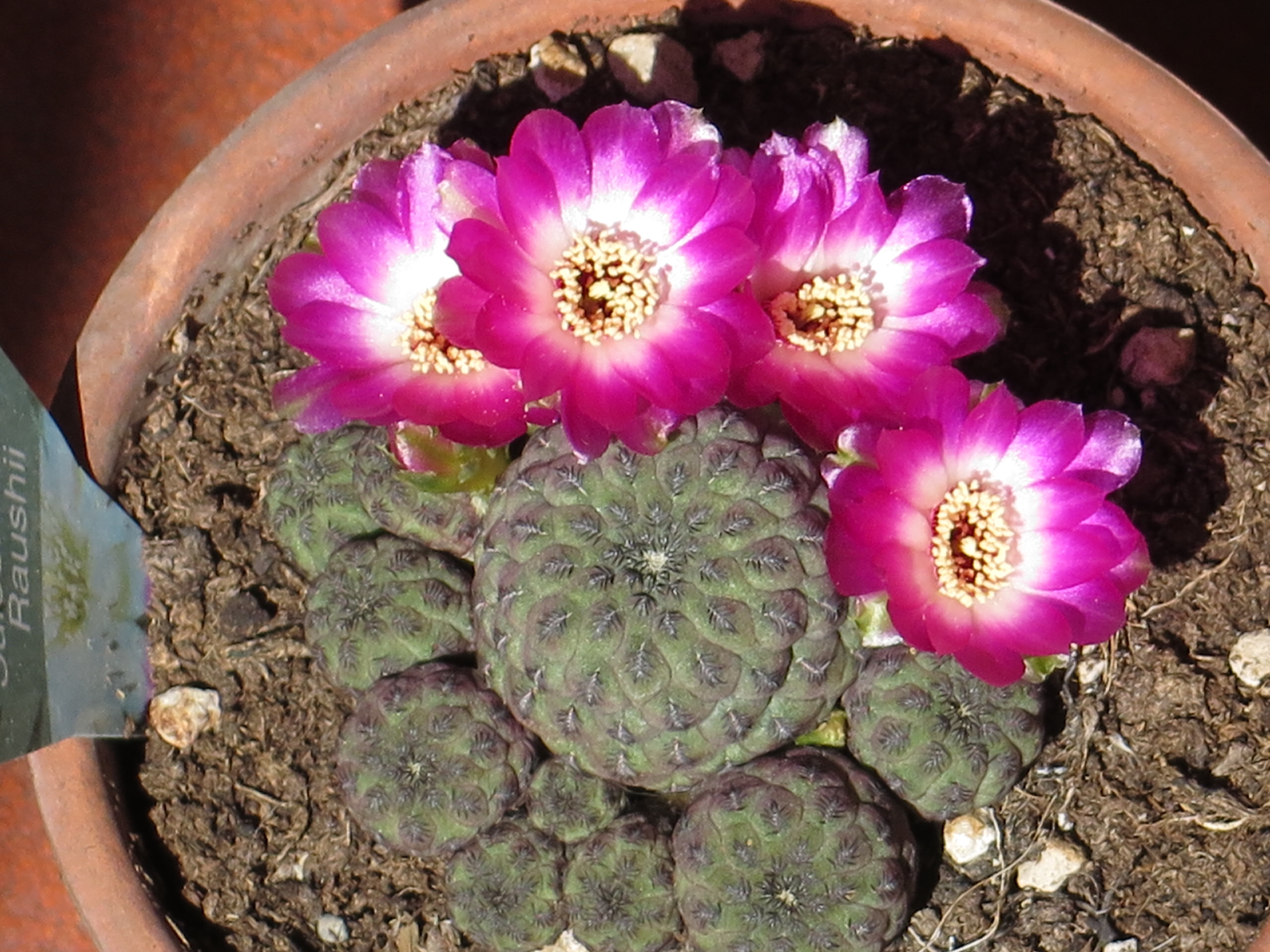
Sulcorebutia rauschii en fleur
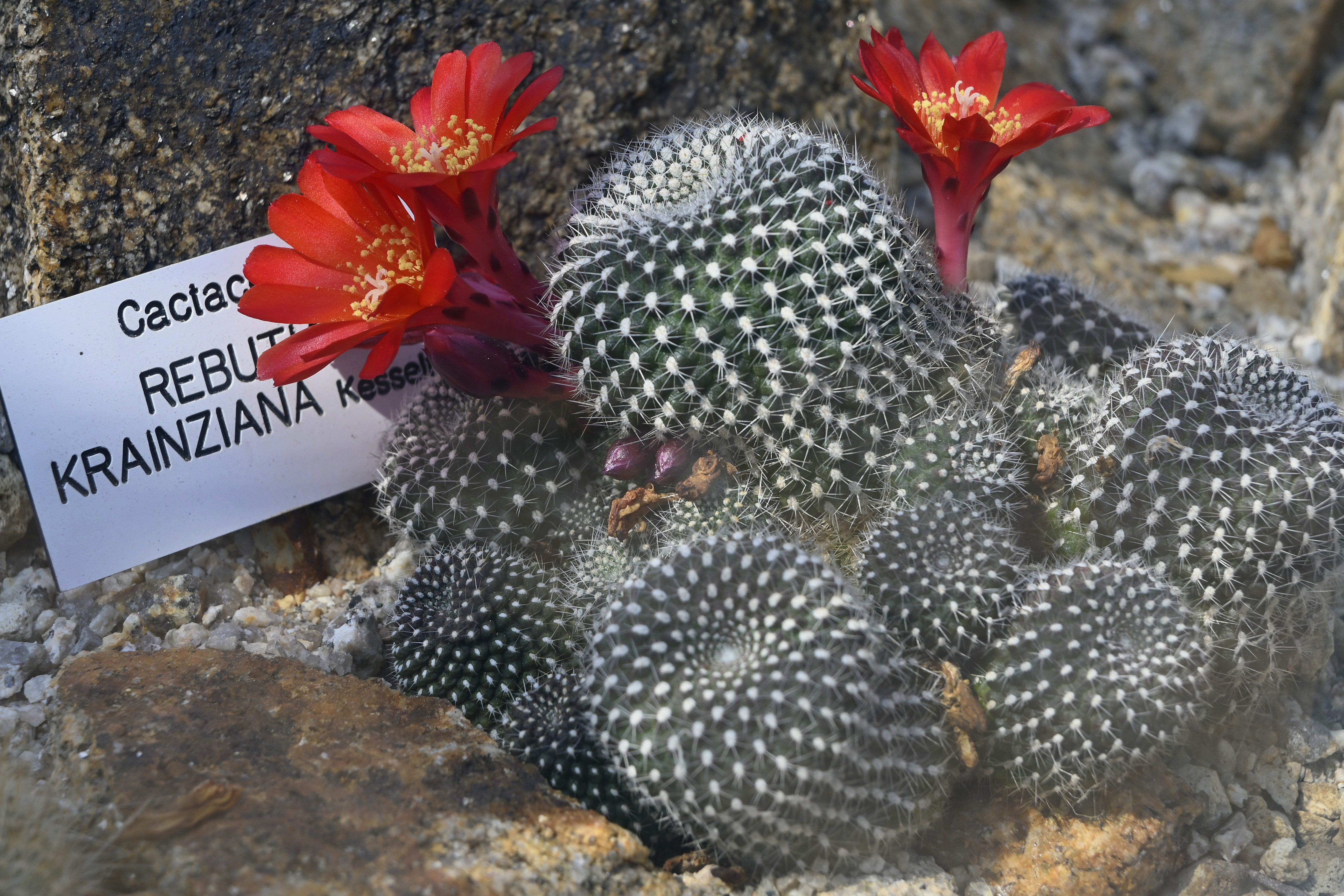
Rebutia krainziana